# Jane Barkman
Jane Louise Barkman, född 20 september 1951 i Bryn Mawr i Pennsylvania, är en amerikansk före detta simmare.
Barkman blev olympisk guldmedaljör på 4 x 100 meter frisim vid sommarspelen 1968 i Mexico City.